# 秋田しんせい農業協同組合
秋田しんせい農業協同組合（あきたしんせいのうぎょうきょうどうくみあい）は、秋田県由利本荘市に本店を置く農業協同組合である。愛称はJA秋田しんせい。由利本荘市の指定金融機関。

## 概要
1997年4月、本荘・由利地区の1市10町の11農協が広域合併し誕生する。由利本荘市全域およびにかほ市全域を定款上の営業エリアとする。
2002年、米価低迷や転作面積の増加などから総収益の減少に直面したため、経営体制の見直しに入り、36支所・6出張所としていた体制を16ヶ所9出張所に整理縮小したほか、本体で運営していたエーコープの運営を完全子会社であるジェイエイ秋田しんせいサービスを設立し分離し、ガソリンスタンド等の付帯事業も順次、同社に移管するなどの経営改革を断行した。
本店と由利本荘市役所出張所を除き、管内の4つの支店を基幹とするエリア制を採用しており、西部は象潟支店を基幹として、にかほ市域全体を担当し、由利本荘市域は3つの基幹エリアから構成され、北部は大内支店を基幹として大内、岩城の旧2町を担当。中央部は本荘支店を基幹として、本荘、西目、東由利地域を担当し、東部は矢島支店を基幹として、矢島、鳥海、由利地域を担当している。
本店所在地の由利本荘市の指定金融機関（由利本荘市企業局の水道事業およびガス事業における地方公営企業会計を除く）を受託する。これは、合併前の8自治体のうち5自治体が、従前から当組合を指定金融機関としていたことに由来する。

## 沿革
- 1997年4月 - 秋田本荘市、岩城町、大内町、東由利町、由利町、矢島町、鳥海町、西目町、仁賀保町、金浦町、象潟町の11組合が広域合併し発足。
- 2021年3月29日 - 組合病院支店を本荘支店に統合。

## 子会社等
- 株式会社ジェイエイ秋田しんせいサービス
- 株式会社ジェイエイゆり葬祭センター
- あきた総合家畜市場株式会社